# Tarm Sogn
Tarm Sogn er et sogn i Skjern Provsti (Ribe Stift).
Tarm Kirke blev i 1912 indviet som filialkirke til Egvad Kirke, og Tarm blev et kirkedistrikt i Egvad Sogn, som hørte til Nørre Horne Herred i Ringkøbing Amt. Egvad sognekommune inkl. Tarm Kirkedistrikt blev ved kommunalreformen i 1970 kernen i Egvad Kommune, der ved strukturreformen i 2007 indgik i Ringkøbing-Skjern Kommune.
I 1980 blev Tarm Kirkedistrikt udskilt som det selvstændige Tarm Sogn.
I sognet findes følgende autoriserede stednavne:
- Nørremarken (bebyggelse)
- Tarm (stationsby)
- Tarm Kær (areal)
- Vestermarken (bebyggelse)